# Всі мої ключі і Ґайя
«Всі мої ключі і Ґайя» — книжкова дилогія в жанрі фентезі української письменниці Наталії Матолінець. Перша частина «Всі мої ключі і Ґайя» була видана 2022 року, наступна, «Вогонь Півночі», у 2024 році (перший наклад було знищено внаслідок російської атаки на друкарню «Фактор-Друк»).

## Світ
Події розгортаються у світі чаклунів, що творять магію завдяки спеціальним Ключам, котрі до себе прив’язують і дають тим імена. Від людей маги переховуються через похмуре минуле, що важко позначилося на нинішньому їх становищі. Колись світ був цілісний і поділявся на дві частини — одна з них, Екваторіальний Альянс, загадково зникла чотириста років тому й відтоді не поновлювала зв’язку з рештою чаклунської спільноти.
Є три великі роди — С, Р і М, або ж Стаарди, Рейнардіни і Манвести (вважається поганим тоном повністю згадувати їхні прізвища), чиї сфери впливу розподілені країнами та над меншими родами. Великі пропонують тим протекцію й підтримку взаєм на вірність, хоча в сучасні часи це радше формальні зобов’язання. Осередки сил: С — Скандія, Р — Тоскарді, М — Брітейн. Запоруками впливу великих є достатня кількість Ключів, наявність місця, найчастіше резиденції, з накопиченими чарами та розгалужені родинні зв’язки, що гарантують додаткове зміцнення відносин з іншими родами та спадкоємців.
Чаклуни вірять у духів стихій, Пітьми та Хаосу. Перші — Води, Землі, Вогню і Повітря, уважаються покровителями народжених у їхні дні магів (наприклад, 21 червня — в день Духа Вогню, або 17 грудня — Води), є традиції підбирати імена з відповідним “стихійним” значенням (головного героя звати Іґніс, що в перекладі з латини означає “вогняний”). Пітьма — збірне місце-уособлення мук та забуття, звідки неможливо повернутися. Також чародії дотримуються думки, що по смерті потрапляють за Край Світу, місце блаженства.
Особливість світу — Декорації. Це своєрідний його виворіт, інший бік, де активніше вивільняються чари і порушений плин часу. Там або ведуть бої, недозволені в звичайному світі, або проживають злочинці й підозрілі особи. Є підтип Декорацій — Дзеркала; їхня природа нез’ясована — або це ідентичні відображення реальності, або портали до інших світів. Їхня визначальна риса це копіювання реальних місць та осіб, хоча все, що там трапляється, несправжнє.
Ключі в магів також різні:
- головні — виконують більшість чарівних функцій (вказують напрямок, дають поради в стресових ситуаціях, передчувають загрозу);
- кровопивці — надзвичайно сильні, проте вимагають крові за допомогу і виснажують власника;
- стихійні — управляють чотирма основними стихіями;
- функціональні — Ключі, що застосовуються з єдиною метою — Ліхтарі, Карти (проводять до прив’язаної особи), Ручки (засіб зв’язку) тощо;
- легенди — особливі, рідкісні Ключі з цікавими властивостями, володіння ними престижне і підвищує статус власника;
- темні — руйнівні, що, на відміну від інших Ключів, самі обирають власника і кровно успадковуються від батьків до дітей чи найближчих родичів; їхнє використання як небезпечних знарядь, що безпосередньо проводять до Пітьми, заборонене в реальному світі.
Будь-який Ключ постійного використання мусить мати ім’я. Перші екземпляри видають у День вступу — коли чарівник досягає віку, зручного для початку магічного навчання (бажано у ранньому дитинстві), в наборі будуть щонайменше головний, кровопивця і стихійник, яким чародій обирає ймення та встановлює Зв’язок, що дозволяє вільне використання Ключів. Зв’язок із людьми неможливий.
Існує вірування про так званий Абсолют — чудодійний могутній Ключ, здатен обдарувати владою й багатствами, проте досі його не роздобули, а тому більшість сприймає це за легенду.
У чаклунів найбільш цінується сила та влада, на чому тримаються великі роди. Плекають повагу до старших, особливо батьків — навіть існує закляття старшої крові, що фізично не дозволяє піднімати руку на “рідну кров”, “кров, що тебе породила”, хоча воно слабшає, що старші/дальші родичі (тому вже є шанс виступати проти дідів/бабів і дядьків/тіток). Прийнято дотримуватись традицій, часто старомодних і жорстоких — зокрема укладати ранні шлюби, відлучати окремих родичів від спадку чи родової сили або влаштовувати дуелі честі. Це одна з причин ізольованості чарівників — задля підтримки таких традицій.
Є різноманітні чаклунські організації:
- Комісія магів — головний суспільно-керівний орган, що видає закони, постанови і стежить за їх дотриманням, активно співпрацює з родами та контролює використання чарів;
- Мисливці — неупорядкована спільнота найманців, що виконують “брудні” доручення, прислуговують великим родам та беруться за приватні замовлення;
- Архіваріуси — хранителі архівів з чаклунською історією, їхні повноваження лежать на роду Меріарів зі Скандії, пристановище в родинному замку коло міста Мер;
- Гільдія ключників — майже винищена людьми в давнину, відповідальна за майстрування нових Ключів і своєчасні послуги щодо вживаних/тих, що використовуються. Через втрату знань про ремесло малоактивна і нечисельна.
Географію чаклунського світу складають різні країни, зі згаданих (не враховуючи тих, що в Екваторіальному Альянсі):
- Скандія — пристановище великих С, найбільша з усіх країн, розташована на півночі;
- Норвені — межує зі Скандією на заході тієї;
- Тоскарді (столиця — Ламанна) — південна держава, підпорядкована роду Р;
- Порте - сусідня з Тоскарді країна;
- Сарманна — колись становила із Тоскарді єдину державу, що наразі розпалася; осередок революційних сил, зацікавлених у відновленні панування Екваторіального Альянсу й підпорядкування йому;
- Таль-Анн — сусідня із Сарманною країна;
- Поланна, Моледан, Ромейн — країни, розташовані близько до півдня, особливі відсутністю значного скупчення чаклунських родів чи чаклунів загалом через тривале господарювання на цих територіях кровопивць;
- Богемія — держава-сусідка Асторії;
- Тьєрія (столиця — Тьєррі) — нейтральна територія під владою роду Амріарі, виступає як посередник в більшості магічних питань;
- Асторія — тут розташований головний офіс Комісії магів;
- Брітейн (столиця — Лонді) — острівна держава під владою великих М;
- Арміндейл — королівство на островах Брітейну, формально незалежне, але також підпорядковане роду Манвестів.

## Головні герої
Ґайя — дівчина з пошкодженою пам’яттю, супутниця Іґніса та хранителька Абсолюту.
Іґніс Еміліуш С — молодший спадкоємець великого роду Стаардів, вогняний маг, супутник і помічник Ґайї.
Стрей Брітейн С — старший брат Іґніса, “найкращий маг століття”.
Селеста Летта С — молодша сестра Стрея та Іґніса, майбутня хранителька Ашера.
Ленн Фаб’єн Меріар — молодший Архіваріус, союзник Іґніса й поборник примирення між людьми й чаклунами.
Лінн Фабіан Меріар — брат-близнюк Ленна, звичайна людина, змушений переховуватись від потенційної уваги.
Марк Аллонсі Р — спадкоємець роду Рейнардінів.
Марта Анна Капаль — королева кровопивць Ромейну, Моледану й Поланни, супутниця Стрея.
Торі Ньєрд — ключниця-сирота з Екваторіального Альянсу, водяна чаклунка.

## Синопсис
Чарівник Іґніс Еміліуш С губить неназваний магічний Ключ, який згодом опиняється в Ґайї, загадкової дівчини — вона прив’язує його до себе й нарікає Іфраном, та виявляється: це міфічний Абсолют, за яким розгортається полювання. Разом Ґайя й Іґніс вирушають у втечу, не лише задля порятунку, а й тому, що дівчині необхідні увага та небезпека, інакше вона страждає від невідомої хвороби. Так починається подорож головних героїв, впродовж якої потроху вони дізнаються таємниці Абсолюту й минулого Ґайї, якого та не пам’ятає.

## «Всі мої ключі і Гайя»
«Не відчиняй незнайомих Дверей» — радить Кодекс чаклунів. Іґніса Еміліуша це завжди влаштовувало: попри талант до магії та благословення Духа Вогню, він тримався якнайдалі від гризот трьох великих родів і уникав Декорацій, зворотного боку реальності.
Та зустріч із Ґайєю вирвала його з буднів і кинула в неспинну мандрівку, сповнену відкриттів. Адже світ — небезпечний і неймовірний, Ґайя — таємнича та ще й пов’язана з одним із магічних Ключів Іґніса і давньою легендою, через яку чаклунська спільнота втратила спокій. Тепер магові доведеться згадати, що він — лорд із могутньої родини, і поміж загрозами, втечами та раптовими альянсами вловити смак життя. Бо поряд – людина, в якої дуже багато планів. І за кожними з чаклунських Дверей чекає новий поворот.
анотація «Всіх моїх ключів і Ґайї»
Дівчина Ґайя, не пригадуючи хто вона, отямлюється невідь-де — голоси довкола висновують план її порятунку неясно од чого і обіцяють допомогу. Тим часом 21 червня X086 року народжується хлопчик; наступного дня мати, Самаела Кайт Ар’рін, знайомиться з родичем чоловіка, котрий радить малому вогняне ім’я — Іґніс.
Через двадцять один рік вже дорослий Іґніс губить неназваного Ключа і в його пошуках натикається на Ґайю. Ключ виявляється у неї, однак віддавати вона його не збирається, натомість встановлює магічний Зв’язок, хоча не мала б, як людина, і називає Іфраном. У власні Декорації їх обох затягує двоюрідний брат Іґніса Сетеон та вимагає лишити йому людину — мовляв, у неї в руках містичний Абсолют. Іґніс пробує відібрати Ключа, вбивши Ґайю, та несподівана часова петля щоразу нівелює його спроби, і зрештою він навпаки її рятує та витягує з Декорацій. Назовні Ґайя просить допомогти та вимагає клятви у відданості; Іґніс дає згоду.
Відвівши дівчину до свого дому, разом з батьком він намагається розгадати, як Ґайї вдалося встановити Зв’язок з Ключем. Наступного ранку в будинок вриваються Мисливці та, як і Сетеон, під приводом, що Ґайя володіє Абсолютом, вимагають її здати. Зчиняється бійка, один з нападників гине, і на сплеск магічної енергії прибуває Комісія. Очільник, Косіу, пропонує зам’яти справу (оскільки Мисливця вбила Самаела, власниця темного Ашера) взамін на вирішення проблеми з Іґнісовим Ключем, або ж Безіменним. Розуміючи, що для Ґайї це значить смерть, вони удвох тікають, одначе несподівано провалюються в Пітьму. Там Іґніса переслідує голос, хоча все таки не вбиває, наполягаючи на його “цінності”. Отямившись, Іґніс виявляє — вони із Ґайєю в Декораціях, та на місцевому ринку прочиняє Двері виходу.
В реальності вони доїжджають до Форрі неподалік Мера, міста-осередку роду Меріарів-Архіваріусів. Черговий Мисливець встряє в бій з Іґнісом та програє, а тоді зізнається, що в людині з Абсолютом зацікавлені й великі роди та пропонують за її вбивство чималі суми. Діставшись Мера, в замку Архіваріуса Іґніс обдурює того, мовби Ґайя — представниця армінделійського роду та його наречена, а союз між ними має посилити вплив роду С неподалік столиці Брітейну Лонді; однак “безсилість” спадкоємиці необхідно приховувати. Архіваріус пропонує протекцію і дозволяє взяти участь у святкуванні дня Духа Води. Перед самим святом Іґніс із Ґайєю ходять на закупи, Ленн, онук Архіваріуса, при поверненні просить чаклуна перевірити кишені. На самому святі старший Меріар зізнається, що здав Іґніса великому С; той підриває святковий фонтан — за настановою Ленна, яку хлопець залишив у кишенях піджака, котрий також радить навідати в Декораціях його прародичку Меріарію Міретті, зачинательку Архівів. В гостях у чаклунки Іґніс та Ґайя дізнаються “правдивість” міської легенди про Міретті (котра справді кохала людину і з її синів почався рід Меріарів), жінка дарує особливий Ключ — Амульдін-Аел-Даг, що відкриває шлях до зниклого Екваторіального Альянсу, і відпускає до скандійської Асги зі збіркою легенд про Абсолют.
В Асзі наступного дня опівночі до них прибуває Ленн Меріар і передає Карту-Ключ до Селести ( якою хотів би в майбутньому побратись для зміцнення свого становища); на зустрічі та погоджується роздобути записи Стрея про Декорації, і Іґніс з Ґайєю вирушають до Кракау. Дорогою їх підбирають студенти, один з котрих — Діоніс, пригощає всіх магічним вином, що спричиняє видіння: Ґайя пригадує деталі свого минулого, але тут же потерпає від припадку, що, втім, швидко минає.
На них з Іґнісом нападають Мисливці і травмують хлопця; пізніше його зцілює Ленн та супроводжує на зустрічі з Селестою, котра вже пройшла День вступу та отримала Ключі. Несподівано сестра дарує Іґнісу легендарні Крила Таріса як обмін на Іфран разом із записами Стрея про Декорації. Там же Іґніс, орієнтуючись на братові вказівки, роздобуває Ґайї зілля для маскування аури. Новий рік вони відсвятковують у Саатрі, однак і звідти мусять тікати від невідомих переслідувачів — до того на ярмарку Ґайя зустрічає дівчину, пригадує ім’я тієї — Рен Савітрі, хоча раніше її не зустрічала.
Утікаючи, Іґніс випадково вбиває водія фури на трасі, де відбувся перехід, і картає себе за це; Ґайя його втішає. Тиждень вони проводять у домі Стрея на півдні, допоки дівчина не починає тривожитись, випрошувати в Іґніса нову подорож, а тоді тікає. Вона вертається і тут же переживає припадок. Іґніс квапиться її врятувати, відчиняє невідомі Двері, опиняється у Тоскарді — і потрапляє під варту великого Р, Тала Ортеса, який пропонує захист взамін на згоду Іґніса допомогти в авантюрі: на магічному турнірі в столиці переможця нагородять “Абсолютом”, за який згодиться підібраний Іґнісом Ключ з Декорацій (куди він провалився, коли вони з Ґайєю ховалися у домі брата). Чаклун погоджується. Він намагається випитати у Ґайї, що ж не так, і та зізнається, що саме спокій навіює приступи безпам’ятства. Отож — відтепер вони однозначно не можуть постійно критися та уникати небезпек.
Ґайя з’ясовує — у великого Р був молодший син, про якого всі мовчали, Марк Аллонсі. Чаклун з цим же іменем бере участь в турнірі, проходячи у фіналі на бій з іншим загадковим магом, не менш талановитим; за проханням Ґайї Іґніс намагається сам викликатись на двобій, проте — незнайомий маг виявляється Стреєм; брат перемагає Марка. В розмові Іґніс просить того втрутися, бо вночі щось може статись — як розвідала Ґайя, зяті Рейнардіна спланували бунт. Стрей погоджується допомогти й зв’язується з іншим великим, Манвестом, чиї піддані, імовірно, підтримують зятів у заколоті, але відтак не відсилають підкріплення, тож той провалюється. Ґайя проникає до Марка й переконує лишитись в Тоскарді. Пізніше вони з Іґнісом тікають і відбиваються від атаки особистого водія Рейнардіна, що, мовби збожеволівши, пробує прикінчити Іґніса та зве Ґайю великою богинею.
Вони оселяються в Тьєрії, та неочікувано Марк назначає зустріч і просить Ґайю віддати Абсолют, одначе вона відмовляє, пояснюючи свій із ним нерозривний Зв’язок. Іншого разу вони знайомляться з родичем Іґніса, тим самим, що нарадив його матері ім’я сина — чоловік розказує, начебто цей світ зламаний і його необхідно зцілити, а за тим пропадає. В Сарманні, куди парочка переноситься, Іґніса рятує від розлюченого натовпу Хамсін, знайомець Діоніса, і дякує, що той розповів, коли востаннє вони бачили хлопчину.
Іґніс, Ґайя та Ленн з Селестою збираються всі вчотирьох, обговорюють плани та Крила Таріса, Селеста повідомляє, що запрошена на прийом принцеси Саннаті Амріарі — Ленн погоджується її супроводити. За невідомими Дверима Іґнісу трапляється пророчиця Карлала і віщує: його доля — в руках жінки, що змінює світ, радить остерігатися гравітації. Поки вони удвох з Ґайєю переховуються у знайомого батьків, пана Монтеля, на прийом принцеси вриваються прихильники іншої, “темної” гілки роду Амріарі, що володіє могутнім Ключем Асфолітом; на місці Іґніс вбиває випадкового мага Оса, забирає сестру та Ленна, а решту гостей рятує, як не дивно, Стрей, раптово з’явившись у домі Амріарі. Знову разом, вони розмірковують над причинами нападу (темні Амріарі прагнуть розширити вплив і відокремитися від основної гілки), прощаються; посеред ночі ввалюється онук Монтеля — Астіс Міка Руен, близнюк “Оса”, або ж убитого Есті, що жахає Іґніса. Втім, він все таки просить мага провести до темних Амріарі, що, можливо, знають секрет виходу із Декорацій. На жаль, в гостях у тих, по-перше, виявляється — Амріарі вірять в силу Абсолюту, а по-друге, Астіс запідозрює Іґніса у смерті брата, той же себе видає. Руен — справжній хранитель Асфоліту, починає бій; “викинувши” Ґайю за Двері, Іґніс так-сяк відбивається і користується Крилами Таріса, щоби перенестися до подруги. Та під наглядом сектантів, переконаних у божественості людини і що саме її смерть принесе їм процвітання та славу. Урятувавши дівчину, Іґніс пише Комісії і Марку про діяльність секти, із Ґайєю вони осідають в Арсонвіні — там же вона витягує чародія спершу на лекцію філософів місцевого університету, а тоді до самого закладу поглянути на фрески, що, теоретично, зображують історію Абсолюту (у який ще й люди вірять). Проте напад незнайомого мага псує візит, на додачу він — власник Магріра, здатного підмінювати аури, тож і нападник скористався тілом тутешнього професора. Розуміючи небезпеку, Іґніс із Ґайєю забирається з Арсонвіну геть.
В Декораціях вони натикаються на Мисливців з очільником Матісом Волшем Ґрімейрі, що розпатякують, буцімто Манвест прагне війни з рештою великих родів. Хоч Іґніс не вірить, в Брітейні отримує листа від того таки М з погрозами справді розпочати війну в разі відсутності їх з людиною перед ним двадцять першого червня. Батьки ж у розмові згадують, що відправили Селесту в Хейль, а Ашер дивно хвилюється; Іґніс припускає, що Ключ відчуває наміри Манвеста та біду.
Марк з’являється знов і пропонує Ґайї одруження — задля зміцнення авторитету в очах зятів і тоскардійських чарівників, та отримує відмову. Натомість Іґніс радить йому придивитися до принцеси Саннаті і просить інформацію про великого М. Той її здобуває, трохи розповідає про своє дитинство — він бастард і син дружини Манвеста, тому й переховувався тривалий час під крилом батька, доки не втік. Ленна Іґніс просить створити маячки, що, в разі потреби, водномить вибухнуть Ґайїною аурою, коли вони обоє зникнуть.
Минає два місяці — Іґніс та Ґайя повертаються з Декорацій якраз в переддень Духа Вогню, двадцять першого червня. Часу обмаль, лишається чекати; та опиняються вони не в Декораціях Іґніса, а у Дзеркалі, де на нього нападає потойбічна матір, сприймаючи за демона у подобі померлого сина (в цій реальності Іґніс загинув). Ґайя рятує їх обох, вивільнивши силу — і нарешті розповідає правду: вона — богиня, чий світ (себто Іґнісів) опинився під великою загрозою, аж довелося ховати справжню подобу під личиною безсилої людини. Ґайя ділиться спогадами про навчання в Академії Аматерасу, куди в їхню зустріч кликав її Діоніс — теж бог, виправдовується і зрештою цілує Іґніса, знов стираючи і собі, і йому спогади. Без них, отямившись, чаклун та людина вирішують скористатись Амульдіном-Аел-Дагом та заникатись в Екваторіальному Альянсі. Насамперед вони фальсифікують свої смерті, Іґніс пише листа Ленну — щоб той попередив батьків, і водночас маячки з аурою Ґайї усюди вибухають. Вдвох вони провалюються крізь незнані Двері. А тим часом Самаела дізнається з газети про загибель сина і зривається, знищуючи їхнє місто Кракау. Далеко у Скандії великий С дивується відсутності коло тіл поблизу Абсолюту.

## «Вогонь Півночі»
Іґніс Еміліуш повертається й дізнається, що його життя змінилося до невпізнання: дім зруйновано, батьки зникли, а його самого звинувачують у вбивстві наступника великого роду. Магічна спільнота балансує на грані масштабного зіткнення, й Іґніс мусить розплутати павутину інтриг, щоб загасити полум’я. Тим часом не стихає і погоня за Ґайєю, яку бажають захопити великі роди й не гребують ніякими методами.
Ключі ламаються, Двері відчиняються, а Іґнісові слід вирішити, хто для нього ця загадкова дівчина, яка хоче отримати все, включно з його серцем, а навзамін обіцяє тільки рік. Та чи згоден він сам на такий кінець? Коли мандрівка чаклуна й людини наблизиться до фіналу, світ піде обертом, легенди оживуть, великі роди згадають про давні клятви, а Іґніс Еміліуш збагне найважливіше: дім належить захищати. Навіть на порозі Пітьми.
анотація «Вогню Півночі»
В реальному світі минуло півроку із “загибелі” Іґніса й Ґайї, Селеста — на допиті у Комісії про можливі нові свідчення стосовно зникнення Сайлена Арістела С і Самаели Кайт Ар’рін після подій в Кракау. Флешбеки — перший, давніший, показує юну Меріарію Міретті: пані архіваріус відмовляє тоскардійцю Ламанні у підтримці грандіозного задуму переселення чаклунів у Декорації, що відбудеться незабаром; в день же дійства долинають новини про загадкове зникнення Екваторіального Альянсу і всіх добровольців-магів. До Міретті приходить незнайомець та дарує Амульдін-Аел-Даг, Ключ-провідник до Альянсу, який та має вручити людській дівчині Ґайї багато років потому. Ввечері Меріарія рятується від розгніваного натовпу людей у Декораціях.
Інший флешбек оповідає про свіжіші події — юний Сайлен Арістел, батько Іґніса, переховується в підвалі чужого дому, звідки його витягує Самаела, донька господаря. За кілька днів її відстороненої поведінки (через темний Ключ Ашер дівчина не наважується близько знайомитись) Сайлен відбиває від дому Ар’рінів сусідських Ґрімейрі й видає себе. Хлопець збирається йти, проте Самаела вперше проявляє прихильність, вдячна за допомогу, і вони лишаються удвох. Наступного ранку його забирає велика родина.
В Екваторіальний Альянс тим часом потрапляють Ґайя з Іґнісом у полон до місцевої ключниці Торі Ньєрд. Прикинувшись клієнтом, Іґніс випитує її про можливі нові Ключі, та дівчина швидко розуміє неправду. Тим не менш, вона активно розповідає про Альянс і тутешній устрій, легенду про Амульдін-Аел-Даг, однак і зазначає, що при переміщенні когось з боку Альянсу закидає на протилежний, а отже — двоє магів перебувають замість Іґніса та Ґайї там. А ще екваторіанці не вірять в Абсолют, тож довго лишатися немає сенсу, щоб Ґайї знов не погіршало від нестачі уваги. Так вони повертаються — і раптово Комісія звинувачує Іґніса у вбивстві Марка Рейнардіна.
Похапцем вони переносяться до Ленна Меріара і там знайомляться з його братом-близнюком — Лінном Фабіаном; хлопці розповідають про зникнення Марка за день до “смерті” Ґайї й Іґніса, а також про зрив Ашера і стерте з лиця землі Кракау. Вражений, Іґніс прибуває туди й справді бачить попелище. Несподівано при переході він із Ґайєю потрапляє до Дзеркала, де люди в один момент взяли гору й тепер мстяться чаклунам за роки утисків, і його також мучать. Згодом обоє тікають, але спокою не знаходять — Іґніса, що назвався Стреєм, за того ж сприймають охоронці принцеси Саннаті й наполягають на візиті до неї. А чаклунка, виявляється, прагне уваги Іґнісового брата і вимагає привести Стрея взаєм на звільнення Ґайї. Та під її наглядом грає роль кузини Атаїс Ріней і в одній з розмов принцеси з іншими поважними чарівницями випитує, що на днях неподалік Ріалдену в Арміндейлі вловили спалах сили темного: отже, ще є надія знайти батьків Іґніса.
Мага тим часом атакує Астіс Руен, та втручання великого С рятує юнака — одначе дід вимагає лояльності, допоки його увагу не відволікає нізвідки узявшись Стрей. Іґніс, утікши, переповідає Саннаті про сутичку з Руеном; дівчина велить шукати прихистку в спадкоємиці роду Ріллі Мойри та в неї ж просити шляху до Арміндейлу. Так і вчинивши, Ґайя з Іґнісом знов потрапляють у полон — на цей раз Матіса Ґрімейрі, що незадоволений брехнею у першу зустріч і погрожує здати обох Манвесту. Несподіван двоє відданих соратників виявляються батьками Іґніса, вирубають банду та забирають сина й людину до маєтку брата Самаели Ґракіса, де нарешті кожен роз’яснює, що сталося. Іґніс віддає батькам Амульдін — та коли вони переміщуються, по цей бік закидає ключницю Торі.
Селеста в Хейлі свариться з “Ленном”, а потім вони цілуються, проте тут же дівчинка розуміє: це замаскована людина. Лінн не встигає нічого пояснити, як Летта користується Ключем-Картою і опиняється з хлопцем у справжнього Ленна, котрий уже прихистив Іґніса, Ґайю й Торі.
План Іґніса здатись великому Р розсипається, щойно в газеті публікують відкриті погрози Тала Ортеса почати війну першого вересня в разі невидачі вбивці Марка Аллонсі. Привести його може будь-хто з чаклунів Тоскарді. Також заборонено перетин кордону представникам Стаардів. Так вони із Ґайєю вирішують звернутися по допомогу до М. Особисто зустрівшись, той дає час на згоду. Іґніса ранять з пістолета: на щастя, це не позначається на Ґайї, з якою він ненадовго пов’язав власне життя (щоби було чим маніпулювати Манвестом).
Коли він нарешті оговтується, таки прямує з Ґайєю до великого, перетинається зі згорьованою матір’ю Марка Ґвенер Демі, тоді як сам М ставить ультиматум: щоби перевірити, чи Зв’язок Ґайї з Абсолютом справжній, хай вона виступить проти власника темного. На подив і невдоволення Іґніса, дівчина погоджується, а його заспокоює, що обдурить М.
Наступного дня має початися демонстрація Ґайїної сили, яку вона хоче провести подалі від очей. Одразу замок великого атакують тоскардійські найманці, а самого Манвеста знешкоджує леді М. Іґнісу на допомогу прибуває інший брат Самаели — Раґнір, ватажок армінделійських повстанців, що й прокрався до палацу під личиною власника темного Коулі. Коли напад майже відбито, загнана Ґвенер втрачає глузд і погрожує та проклинає Іґніса — та Манвест раптово її вбиває.
В покоях Ґвенер знаходять листа Марка з обвинуваченнями Іґніса в намірах його убити. Прибуває принцеса Саннаті і повідомляє про розшуканий нетутешній Ключ на території Тоскарді, який належить Торі Ньєрд — на захід Скандії, де вона переховується в Ленна, вже вирушила група захоплення Комісії. Допомагати Саннаті відмовляється, однак натомість Ґайя переконує її налагодити взаємини з Астісом Руеном задля безпеки Тьєрії.
За вечерею з Манвестом по Іґніса й Ґайю приходить великий С і забирає до замку — М здав обох, однак Ґайї, чий Зв’язок з Абсолютом він прагне дослідити, С не віддає попри угоду; уві сні Іґніс бачить розмову Ґайї з чоловіком і жінкою на медальйоні, подарованому родичем. Звати їх Нік Ньєрд і Діке, вони — боги і батьки Торі (або ж Рени Брюнгільд), проте забрати доньку із цього світу не можуть, бо той “зламаний”. Прокинувшись, Іґніс терпить насмішки від родичів, а дід пізніш ламає всі його Ключі й вкидає до підземель замку. Там утримують і Ґайю, знущаючись, щоб випитати знання про Абсолют.
Торі з Ленном, урятовані від Комісії втечею, мандрують Декораціями, та несподівано чарівниця натикається на свого наставника, котрого при переміщенні батьків Іґніса до Альянсу перекинуло сюди. Зрадівши, вона погоджується рушати далі з ним, Ленн, не маючи вибору, доєднується, одначе збагнувши, що наставник дівчини збирає довкола себе прихильників ідеї відновлення влади Екваторіального Альянсу, покидає її. Іґніса через кілька діб ув’язнення витягає з підземелля Стрей та знайомить зі своєю супутницею Марні; утрьох вони продумують план порятунку Ґайї. На нещастя, спершу їм протистоїть кузен і син першого спадкоємця дядька Стейфена Страдіс (тоді ж виявляється, що Марні — кровопивця), а шлях до втечі перекриває великий С. В ході бійки він майже вбиває Стрея, втручається Ґайя, пробуджуючи свої божественні сили, і всі тікають: Селеста, попереджена Іґнісом, вчасно відчиняє Двері із замку.
Вони переховуються певний час у пабі під контролем Марні, королеви кровопивць, “Норді і Ко”, де Іґніс і Ґайя, остаточно засвідчившись у міцності почуттів, одружуються і укладають звичний чаклунський Зв’язок. Та незабаром доводиться забиратись; приходять звістки про підрив офісу Комісії в Арсонвіні — на місці вони зустрічають перелякану Торі і Ленна. Екваторіанка розповідає про секту свого наставника, їхні агресивні дії та прагнення будь-що, в тому числі — зі смертю власника, повернути Амульдін-Аел-Даг для відновлення переходу між Альянсом і цим боком світу. Зізнається, що також працювала на них, тобто бажала смерті й батькам Іґніса, в яких наразі Амульдін, чим шокує хлопця. Втім, розуміючи, що по-іншому не відремонтувати Ключів, він пробачає Торі.
Згодом Ґайя затягує його до кав’ярні в Дзеркалі. Прибувають дівчина з хлопцем, незнайомець явно впізнає Ґайю, проте не вона його. Дівчині вона передає брошюру зі свого пальта, за яку нагадував родич Іґніса, і опісля її знов застає припадок. Повертаються вони з Іґнісом аж восени, новини невтішні — Р скаженіє, почались перші збройні сутички між тоскардійцями й скандійцями, доки сарманці під проводом майстра Торі намагаються облаштувати “Новий Екваторіальний Альянс” та здобути повну незалежність від Ламанни. Ще більш насторожує поява Стрея — зникли також усі, крім Страдіса, представники великої родини, і це брат вважає гарною нагодою продемонструвати їхню силу й вплив, оскільки Манвест, ображений порушенням угоди великим С, намірився напасти на Скандію; Іґніс погоджується.
В Екваторіальному Альянсі, у місті Аваль, де облаштувалися Сайлен із Самаелою, до них приходить живий Марк Аллонсі, просячи Амульдін-Аел-Даг і наполягаючи, що обоє мають повернутися на той бік екватора. Іґніс та Стрей готуються до війни з М, розсилають прохання про допомогу підконтрольним північним родам — від Меріарів відправляють Ленна, а прибуває Лінн; хлопець обіцяє допомогу, хоч Іґніс переймається через його “людськість” та вразливість. Селеста зустрічає батьків і просить у матері Ашер, однак та відмовляє.
Сили Манвеста атакують миттєво. В бою Іґніс жахає всіх вогняним даром, отримує рану, тож Стрей велить йому зоставатись наступного дня в замку. У цей час Торі, знову вдома, намагається створити Ключ для проходу між тим та іншим боком — це їй не вдається до появи Марка, що консультує і підтримує майстриню. У Стаардів Марні розповідає: Ґайя й Ленн, котрих вони заховали в замку далекої родички королеви, зникли. Іґніс здогадується — всьому виною Крила Таріса, що проводять до прив’язаної особи за будь-яких умов і які великий С, знищивши його Ключі, віддав Страдісу. Спадкоємець, імовірно, тримає обох в полоні. Та зненацька сам М заявляє, що Ґайю й Ленна знайшли, і пропонує перемовини — там виявляється, що Страдіс обрубав архіваріусу руки. Стрей в гніві відмовляється від перемовин та пропозиції Манвеста спільно атакувати великого С.
Новий бій, в який тепер втручаються кровопивці, і ще один, за якого Стрей закидує М в Пітьму з допомогою спеціального Ключа. Пізніш він обмовляється про віщунку Карлалу, що наворожила йому смерть — якраз через цей Ключ. Ґайя, що досі в таборі військ Манвеста, якому до того відмовила в співпраці, застосовує сили й майже тікає, та на неї нападає Страдіс. На щастя, вчасно прибувши Іґніс його відволікає, а відтак з’являється Селеста — сестра таки вимолила у матері Ашер. Ленн дізнається про присутність в замку Лінна увесь цей час і лютує; одночасно Марк Аллонсі повертається й вмовляє батька допомогти Стаардам. Однак доволі швидко прибуває з Декорацій великий з рештою родичів — попри запевняння у вірності онуків та їхній відвазі, він убиває Стрея. Ґайю планує передати Рейнардіну і дає дівчині чарівну намистину, яку та має стиснути, щоби обоє померли. Іґніс втручається в останню мить, Ґайя перевтілюється остаточно, викриваючись: вона — богиня, чий світ опинився у небезпеці, а попередила її про те інша богиня-подруга. Марк Аллонсі виправдовується перед Іґнісом, що саме через Ґайїн вплив не міг знайти місця в Тоскарді, зустрів Історика (що раніше прикидався родичем Іґніса) та за його порадою відправився до Екваторіального Альянсу. Торі, тоді ще юна, створила Магрір, і саме Марк напав на Іґніса й Ґайю в Арсонвіні того року. Він намагався, зімітувавши власне вбивство, набратись в Альянсі необхідного для управління досвіду, тож і протистояв увесь цей час Іґнісу.
Коли Ґайя й маг нарешті лишаються наодинці, вона обіцяє все виправити, сама навідує подругу — але дивна поведінка тієї непокоїть. Богиня зізнається, що то вона створила світ Іґніса, Ґайя ж його зруйнувала — звідси розлам між різними сторонами екватора та химерний плин часу в Декораціях. З Істориком вони домовились вдавати, ніби світ створила Ґайя, а підживлюватись силою вона мала завдяки подорожам (як богиня землі) і чужій вірі в Абсолют — чи радше в неї саму відповідно. Хоч усе тепер функціонує як слід і Ґайя виконала свою місію, богиня не бажає бачити її. Та погоджується піти геть, наостанок розпитуючи, як же потрапила у цей світ — богиня відповідає, що знає всю правду Історик, проте, імовірно, Ґайя просто не виконала свого призначення як випускниця Академії Аматерасу та не зуміла повністю порозумітись з божественною сутністю. Вона також обіцяє подарувати шанс усе змінити в долі Іґніса — Ґайя планує повернути його в минуле, де не сталося б нічого з їхньої подорожі, та й самі вони не зустрілися б. Чаклун відмовляється й наполягає, що збереже ці спогади до вірної миті, проте прощаючись Ґайя все ж їх йому стирає.
Через десяток років Іґніс ділиться спогадами — про світ, що нарешті відновився, про поновлення зв’язків з Альянсом, долі інших персонажів (Селеста, щоби врятувати Лінна в останній битві за обитель С, розірвала Зв’язок з Ашером — успадкує його вже її менша сестра Селенна; Марні воскресила Стрея, перетворивши на кровопивцю, й зробила своїм королем; Ленн з Лінном доклали зусиль для інтеграції людей, народжених у чаклунських родинах, в спільноту, обоє заприятелювали з Торі й Селестою — на жаль, Ленн та ключниця згодом щезли безвісти; Селеста й Лінн одружилися, як і Марк із Саннаті — принцеса також налагодила спілкування з Астісом Руеном). Одного дня в Архівах Іґніс натикається на портрет дівчини у жовтій сукні і пригадує все: Ґайю, їхню мандрівку і кохання. Він мчить до кав’ярні, де дівчина вже його чекає. Вона пропонує подорожувати далі, проте іншими світами, Іґніс погоджується.
В епілозі він знову готовий її зустріти — проте переродившись у іншої своєї родички й досягши двадцяти одного року; отримавши від Стрея, єдиного, хто не втратив спогадів про брата, магічні Ключі, збережені Ґайєю, та звичайний від квартири № 4 на другому поверсі із зеленими дверима, Іґніс приходить. Там його, того самого, що про все пам’ятає, вже чекає Ґайя.

## Сприйняття
Перша частина «Всі мої ключі і Ґайя» зазначена в довгому й короткому списках «БараБуки» за 2022 рік. Рейтинг на Goodreads — 4.32, у другої частини «Вогонь Півночі» — 4.58. Обидві книжки отримали чимало позитивних відгуків у соцмережах, зокрема від блогерів/ок (далі — текст із сайту видавництва «Vivat»):
«Книга надзвичайно динамічна. Події розвиваються так стрімко, що мені навіть не вірилося: невже авторка протримає початкову напругу до останніх сторінок? Але Наталії Матолінець це майстерно вдалося (...). А ще атмосфера! Приготуйтеся, Вам обов’язково захочеться ароматних круасанів, гарячого глінтвейну або запашної кави. (...) Все доповнює чарівне оформлення. На обкладинці та форзацах розміщено яскраві портрети головних дійових осіб, тому в уяві вони постають ще більш чітко. Це справжня краса!»
— з відгуку авторки інстаграм-сторінки knygy_ta_kava
На «Книжковій Країні 2024» «Вогонь Півночі» став однією з найпродаваніших книжок. У дилогії також наявний фандом і відповідний теґ #всімоїключііґайя в таких соцмережах як Instagram, X , TikTok, на платформах Tumblr та Archive Of Our Own.

## Зв'язок з іншими творами авторки
Дилогія «Всі мої ключі і Ґайя» входить до всесвіту Академії Аматерасу — про перероджених богів із різних мітологій, що вчаться під наставництвом японської верховної богині Аматерасу-но-Мікамі та пізнають себе й свої здібності. Інші твори звідти — «Гессі» та «Академія Аматерасу», незалежні сольні історії. Слід зауважити: події «Всіх моїх ключів і Ґайї» та «Академії Аматерасу» відбуваються одночасно, книжки пов’язані присутністю або згадками персонажів одна з одної (в «Академії Аматерасу» Ґайю розшукує її молодший брат Закс Нортон, в дилогії з’являються боги Діоніс, Нік Ньєрд та Діке) — також є ціла сцена в розділі з однаковою назвою «Найкращі коктейлі до свят», в якій Ґайя зустрічає Закса (хоч і не пригадує) і передає його подрузі Рендалл Савітрі (яку також до того зустрічала) книжку — саме цей вчинок пізніш визначає одну із сюжетних ліній «Академії Аматерасу». «Гессі», натомість, цілковито окрема історія та ніяк не прив’язана до дилогії.